# Мить
У фізиці та філософії мить — нескінченно малий проміжок часу, проходження якого відбувається миттєво. У звичайній мові мить визначається як «точка або дуже короткий проміжок часу».
Неперервна природа часу та його нескінченна подільність були розглянуті Арістотелем у його «Фізиці», де він писав про парадокси Зенона. Філософ і математик Бертран Рассел все ще намагався визначити точну природу миттєвості через тисячі років.
У фізиці було запропоновано теоретичну нижню межу одиниці часу, яка називається час Планка, тобто час, необхідний для проходження світла на відстань однієї планківської довжини. Теоретично планківський час є найменшим вимірюванням часу, яке коли-небудь буде можливим, приблизно 10−43 секунди. У рамках законів фізики, як їх розуміють сьогодні, інтервали, менші за планківський час, не можна ні виміряти, ні виявити будь-яких змін. Тому фізично неможливо за сучасних технологій визначити, чи існує якась дія, яка спричиняє реакцію «миттєво», а не в короткий проміжок часу, недоступний для спостереження чи вимірювання.
Станом на листопад 2016 року найменший визначений часовий інтервал при прямих вимірах становить близько 850 зептосекунд (850 × 10−21 секунди).